# 1930年の日本競馬
1930年の日本競馬（1930ねんのにほんけいば）では、1930年（昭和5年）の日本競馬界についてまとめる。
馬齢は旧表記で統一する。
1930年の日本競馬 - 1931年の日本競馬

## できごと

### 1月 - 3月
- 1月27日 - 帝国競馬協会が理事会を開き、競走成績証明書規程を決議する[1]。
- 2月 - 陸軍省馬政課が「競走馬の負担重量」と題する文書を作成する[1]。
- 3月27日 - 地方競馬法が一部改正され、茨城県と福岡県に競馬場が増設される件が盛り込まれる[1]。

### 4月 - 6月
- 4月1日 - 帝国競馬協会の臨時総会において、馬券買得税について協議が行われる[1]。
- 4月21日 - 農林省畜産局は馬券買得税について内務省と協議を行い、結果として各競馬倶楽部に「馬券税に代わるものとして、その競馬場の所在する府県に対して政府納付金の1/4、市町村に対して1/4を寄付せしめること」などを通牒した[1]。
- 4月24日 - 東京競馬倶楽部が「東京優駿大競走の創設」についての通知状を発する[2]。
- 5月26日 - 畜産局長は障碍競走について、8回以上飛越することなどを各方に通牒した[1]。

### 7月 - 9月
- 9月11日 - 畜産局長が、速歩競馬出場馬のの標準速度の検測を行うよう通牒を行う。また、25頭以上の競走での分割競走を許可する[2]。
- 9月20日 - 帝国競馬協会が各競馬倶楽部に宛て、3歳馬の馬名登録は断るよう通知を出す[2]。

### 10月 - 12月
- 12月15日 - 日本騎手倶楽部と関西連合騎士会は、連名で騎手処罰について嘆願書を提出する[2]。

### その他
- この年、種牡馬レヴューオーダーとゼモーホークが輸入される[2]。

## 誕生

### 競走馬
- 3月5日 - カブトヤマ

### 人物
- 2月22日 - 伊藤修司
- 6月5日 - 星川薫、中村好夫
- 10月10日 - 柴田欣也
- 12月29日 - 二分久男